# Катарина фон Хесен
Катарина фон Хесен (на немски: Katharina von Hessen; * сл. 1493/1495; † ок. юли 1525) е ландграфиня от Хесен и чрез женитба графиня на Байхлинген.

## Произход
Тя е дъщеря на ландграф Вилхелм I фон Хесен (1466 – 1515) и съпругата му принцеса Анна фон Брауншвайг-Волфенбютел (1460 – 1520), дъщеря на херцог Вилхелм II фон Брауншвайг-Каленберг-Гьотинген († 1503) и графиня Елизабет фон Щолберг-Вернигероде († 1520/1521).

## Фамилия
Катарина фон Хесен се омъжва пр. 6 юли 1511 г. за граф Адам фон Байхлинген (1460 – 1538), вдовец на София фон Сайн (1471 – 1508), син на граф Йохан фон Байхлинген († 1485) и съпругата му Матилда фон Мансфелд († 1468). Тя е втората му съпруга. Фамилията живее в Крайенбург и в дворец Гебезе. Те имат децата:
- син († ок. 1521), погрербан в Хомбург
- Хугбрехт († 1549, убит), женен I. на 9 юли 1535 г. за Антоанета де Ньофшател († 29 октомври 1544), II. 1545 г. за бургграфиня Магдалена фон Кирхберг
- Йохан († сл. 9 февруари 1543), канонилк в Св. Гереон (1516 – 1521), домхер в Кьолн (1517 – 1540)
- Кристоф († 1557), граф на Байхлинген, женен 1555 г. за Мария фон Лайнинген-Вестербург (1536 – 1597), дъщеря на граф Куно II фон Лайнинген-Вестербург и графиня Мария фон Щолберг-Вернигероде
- Карл († сл. 1547)
- Лудвиг Албрехт († 1557), граф на Байхлинген, женен 1550 г. за Елизабет фон Текленбург (* ок. 1510), дъщеря на граф Ото VIII фон Текленбург и графиня Ирмгард фон Ритберг
- Бартоломеус Фридрих († 20 май 1567, Гебезе), последният граф от рода на графовете на Байхлинген, женен ок. 21 октомври 1558 г. за Зерапия фон Йотинген-Йотинген († сл. 31 август 1572), дъщеря на граф Лудвиг XV фон Йотинген-Йотинген и графиня Мария Салома фон Хоенцолерн-Хайгерлох
- Филип († 9 юли 1553, битката при Зиферсхаузен (Лерте), Хановер)

## Галерия
- Дворец Байхлинген (2006)
- Замък Крайенбург, 1516 – 1567, последната резиденция на графовете на Байхлинген
- Дворец Гебезе, ок. 1860